# Dinshaw Bilimoria

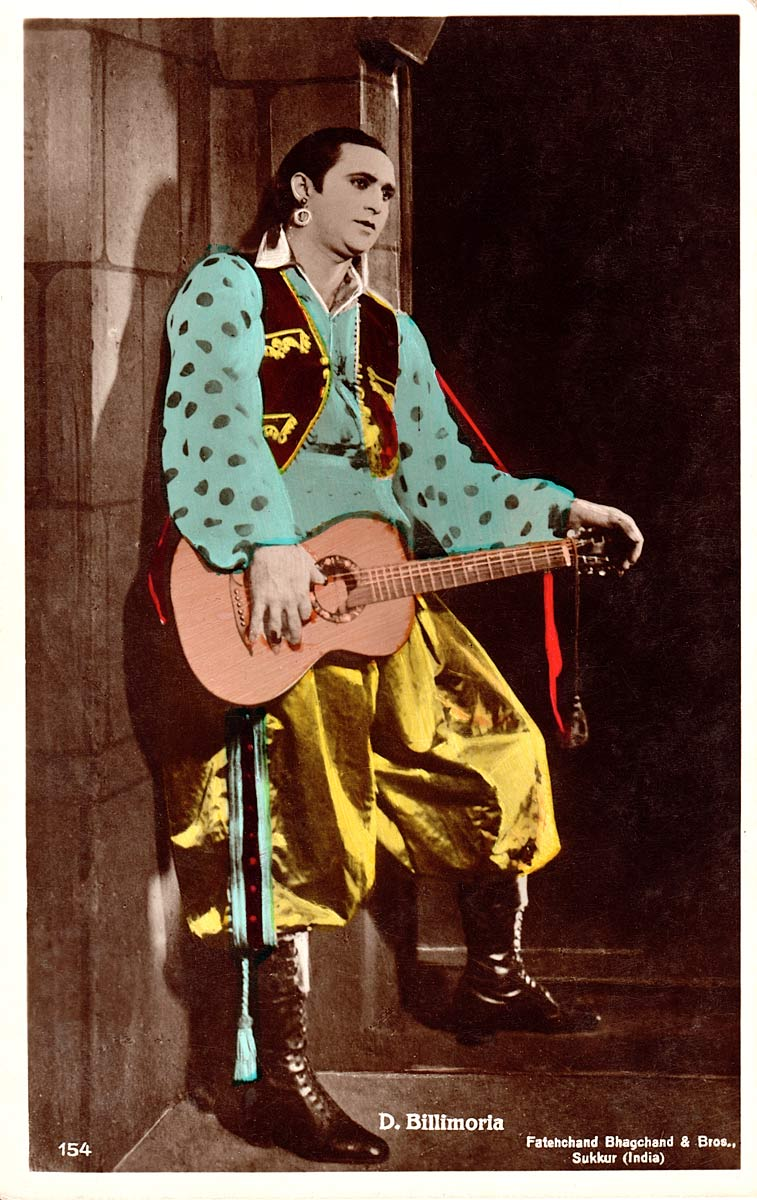
Dinshaw Bilimoria

Dinshaw Bilimoria (* 1904 in Kirkee; † nach 1942) war ein indischer Filmschauspieler und -regisseur.

## Leben
Dinshaw Bilimoria hatte sein Filmdebüt 1925 in N. D. Sarpotdars mythologisch-historischem Film Chhatrapati Sambhaji. 1927 wechselte er zur Filmgesellschaft Imperial und hatte dort als Filmpartner von Sulochana in Mohan Bhavnanis Wildcat of Bombay (1927) und R. S. Choudhurys Anarkali (1928) seine ersten großen Erfolge. Am Ende der Stummfilmzeit 1927 bis 1929 und im frühen Tonfilm in Indien 1933 bis 1939 bildete Bilimoria mit Sulochana ein beliebtes Leinwandpaar, das insbesondere in romantisch-gefärbten Dramen des Regisseurs Choudhury ein breites Publikum begeisterte. Er galt als höchstbezahlter Stummfilmstar in Indien. Von mehreren der Stummfilmerfolge drehten sie nach 1932 Tonfilm-Remakes, darunter auch Anarkali (1935) und Bambai Ki Billi/Wildcat of Bombay (1936).
Er spielte zwischen 1929 und 1932 in einigen Filmen für die Filmgesellschaft Ranjit Movietone unter den Regisseuren Chandulal Shah, Nanubhai Vakil und Nandlal Jaswantlal.
Bei zwei Filmen 1940 und 1942 führte Bilimoria wohl auch Regie; wobei es sich aber bei Azadi-e-Watan (1940) möglicherweise um eine synchronisierte Fassung eines US-Imports handelt.
Sein Bruder war der Schauspieler Eddie Bilimoria.

## Filmografie
| Stummfilm - 1925: Chhatrapati Sambhaji - 1926: Dha Cha Ma - 1926: Tai Teleen - 1926: Umaji Naik - 1927: Wildcat of Bombay - 1927: Daya Ni Devi - 1927: Vilasi Kanta - 1928: Qatil Kathiyani - 1928: Anarkali - 1928: Madhuri - 1928: Rajrang - 1929: Khwab-e-Hasti - 1929: Mewad Nu Moti - 1929: Heer Ranjha - 1929: Punjab Mail - 1929: Rajputani - 1929: Hawai Swar - 1930: Pahadi Kanya - 1930: Rasili Radha - 1930: Diwani Dilbar - 1931: Baghdad Nu Bulbul - 1931: Mojili Mashuq - 1931: Noor-e-Alam - 1931: Premi Jogan | Tonfilm - 1931: Devi Devayani - 1932: Sati Madalasa - 1933: Daku Ki Ladki - 1933: Saubhagya Sundari - 1933: Sulochana - 1934: Gul Sanobar - 1934: Indira MA - 1934: Khwab-e-Hasti - 1934: Piya Pyare - 1934: Devaki - 1935: Anarkali - 1935: Do Ghadi Ki Mauj - 1935: Pujarini - 1936: Bambai Ki Billi - 1936: Jungle Queen - 1936: Shaan-e-Hind - 1937: Jagat Kesari - 1937: New Searchlight - 1937: Wah Ri Duniya - 1939: Prem Ki Jyot - 1942: Jawani Ki Pukar | Regie - 1940: Azadi-e-Watan - 1942: Jawani Ki Pukar |